# Список медалістів зимових Олімпійських ігор 1976
XII Зимові Олімпійські ігри проходили в австрійському місті Інсбрук. Всього в змаганнях взяли участь 1123 спортсмени з 37 країн світу. Було розіграно 37 комплектів нагород у 10 дисциплінах 6 видів спорту.

## Біатлон
| Дисципліна                    | Золото                                                                      | Срібло                                                                  | Бронза                                                             |
| Чоловіки: індивідуальна гонка | Микола Круглов · СРСР                                                       | Гейккі Ікола · Фінляндія                                                | Олександр Єлізаров · СРСР                                          |
| Чоловіки: естафета            | СРСР · Олександр Єлізаров · Олександр Тихонов · Микола Круглов · Іван Бяков | Фінляндія · Генрик Флюйт · Еско Сайра · Югані Суутарінен · Гейккі Ікола | НДР · Карл-Гайнц Менц · Франк Ульріх · Манфред Беер · Манфред Геєр |

## Бобслей
| Дисципліна        | Золото                                                                       | Срібло                                                             | Бронза                                                                                    |
| Чоловіки-двійки   | НДР · Майнгард Немер · Бернгард Гермесгаузен                                 | Західна Німеччина · Вольфганг Ціммерер · Манфред Шуманн            | Швейцарія · Еріх Шерер · Йозеф Бенц                                                       |
| Чоловіки-четвірки | НДР · Майнгард Немер · Йохен Бабок · Бернгард Гермесгаузен · Бернгард Леманн | Швейцарія · Еріх Шерер · Ульріх Бехлі · Рудольф Марті · Йозеф Бенц | Західна Німеччина · Вольфганг Ціммерер · Петер Утцшнайдер · Бодо Біттнер · Манфред Шуманн |

## Гірськолижний спорт
| Дисципліна                   | Золото                              | Срібло                              | Бронза                        |
| Чоловіки: швидкісний спуск   | Франц Кламмер · Австрія             | Бернгардт Руссі · Швейцарія         | Герберт Планк · Італія        |
| Чоловіки: гігантський слалом | Гайні Геммі · Швейцарія             | Ернст Гуд · Швейцарія               | Інгемар Стенмарк · Швеція     |
| Чоловіки: слалом             | П'єро Грос · Італія                 | Густав Тьоні · Італія               | Віллі Фроммельт · Ліхтенштейн |
| Жінки: швидкісний спуск      | Розі Міттермаєр · Західна Німеччина | Брігітте Точніг · Австрія           | Сінді Нельсон · США           |
| Жінки: гігантський слалом    | Кеті Крейнер · Канада               | Розі Міттермаєр · Західна Німеччина | Даніель Дебернар · Франція    |
| Жінки: слалом                | Розі Міттермаєр · Західна Німеччина | Клавдія Джордані · Італія           | Ганні Венцель · Ліхтенштейн   |

## Ковзанярський спорт
| Дисципліна             | Золото                        | Срібло                    | Бронза                        |
| Чоловіки: 500 метрів   | Євген Куликов · СРСР          | Валерій Муратов · СРСР    | Ден Іммерфолл · США           |
| Чоловіки: 1000 м       | Пітер Мюлер · США             | Йорн Дідріксен · Норвегія | Валерій Муратов · СРСР        |
| Чоловіки: 1500 метрів  | Ян Егіль Сторгольт · Норвегія | Юрій Кондаков · СРСР      | Ганс ван Гельден · Нідерланди |
| Чоловіки: 5000 метрів  | Стен Стенсен · Норвегія       | Піт Клейне · Нідерланди   | Ганс ван Гельден · Нідерланди |
| Чоловіки: 10000 метрів | Піт Клейне · Нідерланди       | Стен Стенсен · Норвегія   | Ганс ван Гельден · Нідерланди |
| Жінки: 500 метрів      | Шейла Янг · США               | Кеті Прітснер · Канада    | Тетяна Аверіна · СРСР         |
| Жінки: 1000 м          | Тетяна Аверіна · СРСР         | Леа Поулос · США          | Шейла Янг · США               |
| Жінки: 1500 метрів     | Галина Степанська · СРСР      | Шейла Янг · США           | Тетяна Аверіна · СРСР         |
| Жінки: 3000 метрів     | Тетяна Аверіна · СРСР         | Андреа Мічерліх · НДР     | Лісбет Корсмо · Норвегія      |

## Лижні гонки
| Дисципліна                   | Золото                                                                               | Срібло                                                                              | Бронза                                                                         |
| Чоловіки: 15 км              | Микола Бажуков · СРСР                                                                | Євген Бєляєв · СРСР                                                                 | Арто Коівісто · Фінляндія                                                      |
| Чоловіки: 30 км              | Сергій Савельєв · СРСР                                                               | Білл Кох · США                                                                      | Іван Гаранін · СРСР                                                            |
| Чоловіки: 50 км              | Івар Формо · Норвегія                                                                | Герт-Дітмар Клаузе · НДР                                                            | Бенні Седергрен · Швеція                                                       |
| Чоловіки: естафета 4 × 10 км | Фінляндія · Матті Піткянен · Пертті Теураярві · Арто Коівісто · Юга Мієто            | Норвегія · Пол Тюлдум · Ейнар Сагстуєн · Івар Формо · Одд Мартінсен                 | СРСР · Сергій Савельєв · Микола Бажуков · Євген Бєляєв · Іван Гаранін          |
| Жінки: 5 км                  | Гелена Такало · Фінляндія                                                            | Раїса Сметаніна · СРСР                                                              | Ніна Балдичева · СРСР                                                          |
| Жінки: 10 км                 | Раїса Сметаніна · СРСР                                                               | Гелена Такало · Фінляндія                                                           | Галина Кулакова · СРСР                                                         |
| Жінки: естафета 4 × 5 км     | СРСР · Ніна Федорова-Балдичева · Зінаїда Амосова · Галина Кулакова · Раїса Сметаніна | Фінляндія · Ліїса Суіхонен · Мар'ятта Кайосмаа · Гількка Ріїгівуорі · Гелена Такало | НДР · Моніка Дебертсгеузер · Сігрун Краузе · Вероніка Гессе · Барбара Петцольд |

## Лижне двоборство
| Дисципліна                  | Золото              | Срібло                           | Бронза               |
| Нормальний трамплін / 15 км | Ульріх Велінг · НДР | Урбан Геттіх · Західна Німеччина | Конрад Вінклер · НДР |

## Санний спорт
| Дисципліна         | Золото                        | Срібло                                              | Бронза                                  |
| Одинаки (чоловіки) | Деттлеф Гюнтер · НДР          | Йозеф Фендт · Західна Німеччина                     | Ганс Рінн · НДР                         |
| Одинаки (жінки)    | Маргіт Шуманн · НДР           | Уте Рюрольд · НДР                                   | Елізабет Демляйтнер · Західна Німеччина |
| Двійки             | НДР · Ганс Рінн · Норберт Ган | Західна Німеччина · Ганс Бранднер · Бальтазар Шварм | Австрія · Рудольф Шмід · Франц Шахнер   |

## Стрибки з трампліна
| Дисципліна          | Золото                   | Срібло                 | Бронза                |
| Нормальний трамплін | Ганс-Георг Ашенбах · НДР | Йохен Даннеберг · НДР  | Карл Шнабль · Австрія |
| Великий трамплін    | Карл Шнабль · Австрія    | Тоні Іннауер · Австрія | Генрі Глас · НДР      |

## Фігурне катання
| Дисципліна                | Золото                                      | Срібло                                  | Бронза                              |
| Чоловіче одиночне катання | Джон Каррі · Велика Британія                | Володимир Ковальов · СРСР               | Толлер Кренстон · Канада            |
| Жіноче одиночне катання   | Дороті Гемілл · США                         | Діанне де Леу · Нідерланди              | Крістіна Еррат · НДР                |
| Парне катання             | СРСР · Ірина Родніна · Олександр Зайцев     | НДР · Ромі Кермер · Рольф Остеррайх     | НДР · Мануела Грос · Уве Кагельманн |
| Танці на льоду            | СРСР · Людмила Пахомова · Олександр Горшков | СРСР · Ірина Мойсеєва · Андрій Міненков | США · Коллін О'Коннор · Джим Міллнс |

## Хокей
| Золото | Срібло | Бронза |
| СРСР | Чехословаччина | Західна Німеччина |
| Воротарі — Владислав Третьяк, Олександр Сидельников; захисники — Сергій Бабінов, Олександр Гусєв, Юрій Ляпкін, Геннадій Циганков, Валерій Васильєв, Володимир Лутченко; нападники — Борис Михайлов, Володимир Петров, Валерій Харламов, Володимир Шадрін, Олександр Якушев, Віктор Шалімов, Олександр Мальцев, Віктор Жлуктов, Сергій Капустін, Борис Александров. | Воротарі — Їржі Голечек, Їржі Црга; захисники — Олдржих Махач, Франтішек Поспішил, Їржі Бубла, Мілан Кайкл, Мілан Халупа, Мирослав Дворжак; нападники — Едуард Новак, Мілан Новий, Йозеф Аугуста, Богуслав Еберманн, Іван Глінка, Їржі Голик, Владімір Мартінець, Їржі Новак, Богуслав Штястний, Ярослав Поузар. | Воротарі — Антон Кегле, Еріх Вайсгаупт; захисники — Ігнац Бернданер, Клаус Аугубер, Удо Кісслінг, Рудольф Таннер, Йозеф Фольк, Штефан Метц; нападники — Еріх Кюнгакль, Ернст Кепф, Лоренц Функ, Мартін Гінтерштоккер, Райнер Філіпп, Алоїз Шлодер, Вальтер Кеберле, Вольфганг Боос, Ференц Фоцар, Франц Райндль. |